# Luwiërs

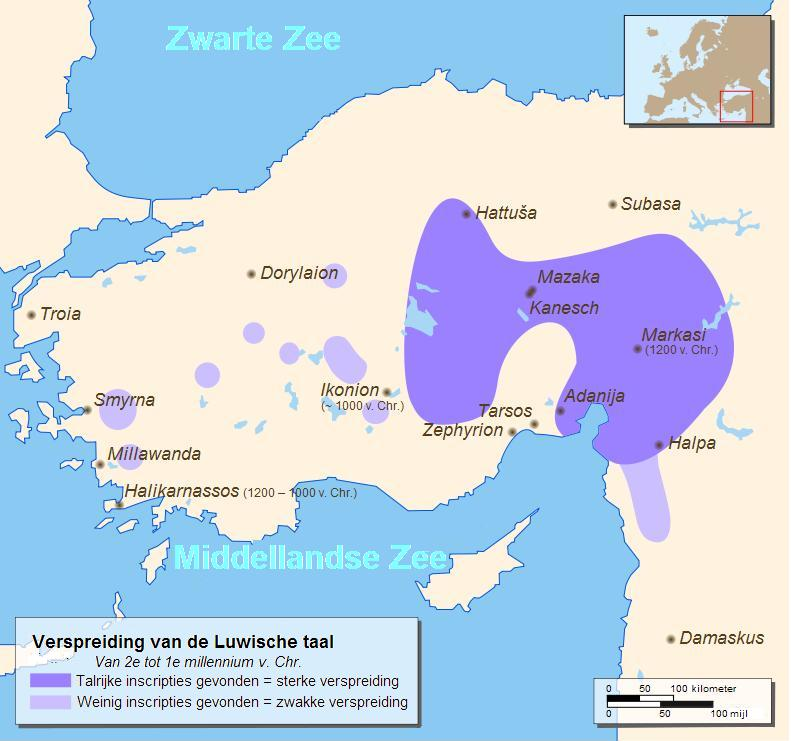
Luvisch verspreidingsgebied

De Luwiërs of Luviërs, ook Luwieten of Luvieten waren in het 2e en 1e millennium v.Chr. de belangrijkste bewoners van Luvië. 
Ze waren een waarschijnlijk aan de Hettieten verwant volk (het Luwisch is nauw verwant aan het Hettitisch) dat in de bronstijd in Klein-Azië leefde, ten westen en ten zuidwesten van het imperium van de Hettieten, vooral in de zuidelijke en zuidoostelijke kustlanden, vanwaar zij ook naar het westen ervan waren doorgestoten.
Het belangrijkste Luwische rijk was waarschijnlijk Arzawa.

## Geschiedenis
Volgens Seton Lloyd schijnt er omstreeks 2300 voor Chr. een golf van Indo-Europese volken, die een dialect spraken dat als Luwisch bekendstaat, over Anatolië heen gespoeld te zijn. Hun voorttrekken werd gekenmerkt door wijdverbreide verwoesting. 
Het gebied werd veel later bekend onder de naam Lydië, het westelijke deel van Anatolië, waar ooit Troje was gelegen. Sommige auteurs zijn van mening dat de bevolking van Troje (in elk geval Troje VI-VII) deels uit Luvieten bestond.
Hun gebied lag ten zuiden van dat van de Hittieten, bekend als Cilicië, nabij de Taurus. Onderzoekers nemen aan dat de Luvieten een oudere bevolking overheersten die een andere taal sprak. In Cilicië lag de stad Kirshu die de hoofdstad van Pirindu, een van de Luwische koninkrijkjes geweest is.
In de 15e en 14e eeuw v.Chr. waren zij bij machte om redelijke weerstand te bieden aan het Hettitisch koninkrijk en zelfs een leidende rol in Klein-Azië op zich te nemen.
Verder verspreidden de Luvieten zich meer en meer over het Hettitische rijk en droegen bij tot de instorting ervan.

## Schrift en religie
De Luvieten waren de grondleggers van de zeer ingewikkelde Anatolische hiërogliefen die als beeldtaal samen met het Luwisch als religieuze taal werd gebruikt, ook in het Hettitische rijk. Er komt hoofdzakelijk religieus materiaal in hun geschriften voor dat onder de noemer 'magische soort' en 'bezweringen en aanroepingen opgenomen in rituele teksten' valt. De Luvieten tonen op deze punten overeenkomst met de positie van een bevoorrechte priesterkaste zoals de Brahmanen in India of de priesterschrijvers van Ra van Annu in Egypte.
Uit het ontcijferen van het beschikbaar materiaal is gebleken dat hun belangrijkste stormgod ongeveer de naam had zoals de Hattische god Taru. In het Luvisch is deze bekend als Tarhund, Tarhunta of Tarhuïs.